# Myong Cha-hyon
Myong Cha-hyon ((명차현?, 明車鉉?); 20 marzo 1990) è un calciatore nordcoreano, centrocampista dell'April 25.